# كارلوس ميزا (لاعب كرة قدم)
كارلوس ميزا هو لاعب كرة قدم بيروفي، ولد في 31 أكتوبر 2002.